# Jeremy Evans
Pour les articles homonymes, voir Evans.
Jeremy Evans (né le 24 octobre 1987 à Crossett, Arkansas) est un joueur américain de basket-ball évoluant au poste d'ailier.

## Biographie

### Jazz de l'Utah (2010-2015)
Evans est drafté par le Jazz de l'Utah à la 55e position de la draft 2010 de la NBA. Le 4 mars 2011, il est envoyé en D-League chez le Flash de l'Utah. Le 6 mars, il est rappelé dans l'effectif du Jazz.
Il remporte le Slam Dunk Contest lors du NBA All-Star Week-end 2012.
Après deux saisons passées à Utah, il prolonge de 3 saisons supplémentaires et 5,5 millions de dollars le 5 juillet 2012.

### Mavericks de Dallas (2015-2016)
Le 5 juillet 2015, il signe chez les Mavericks de Dallas pour 2 333 000 $ sur 2 ans.
Le 17 mars 2016, il doit se faire opérer pour une déchirure à l'épaule droite et met un terme à sa saison.

### En Europe
En août 2018, Evans rejoint le club turc de Darüşşafaka.
En juillet 2019, Evans retourne au BC Khimki Moscou.
En février 2021, Evans s'engage avec l'Olimpia Milan jusqu'à la fin de la saison en cours.
En août 2021, Evans signe pour une saison au Panathinaïkos, club grec de première division qui participe aussi à l'Euroligue.
En octobre 2022, Evans rejoint le Paris Basketball jusqu'au 15 novembre pour pallier l'absence sur blessure d'Aamir Simms (en).

## Statistiques

### Universitaires
Les statistiques en matchs universitaires de Jeremy Evans sont les suivants :
| Saison    | Équipe           | Matchs | Titul. | Min./m | % Tir | % 3pts | % LF | Rbds/m. | Pass/m. | Int/m. | Ctr/m. | Pts/m. |
| --------- | ---------------- | ------ | ------ | ------ | ----- | ------ | ---- | ------- | ------- | ------ | ------ | ------ |
| 2006-2007 | Western Kentucky | 32     | 30     | 21,0   | 64,4  | 100,0  | 67,1 | 5,69    | 0,50    | 0,59   | 1,38   | 7,00   |
| 2007-2008 | Western Kentucky | 34     | 33     | 21,1   | 62,8  | 42,1   | 64,2 | 5,15    | 0,59    | 0,47   | 1,50   | 6,00   |
| 2008-2009 | Western Kentucky | 34     | 32     | 25,4   | 63,4  | 0,0    | 72,2 | 5,74    | 0,32    | 0,62   | 2,00   | 8,76   |
| 2009-2010 | Western Kentucky | 34     | 34     | 26,5   | 64,9  | 25,0   | 68,8 | 6,91    | 0,74    | 0,82   | 1,79   | 10,03  |
| Total     |                  | 134    | 129    | 23,5   | 64,0  | 36,4   | 68,4 | 5,87    | 0,54    | 0,63   | 1,67   | 7,96   |

### Professionnels

#### NBA

##### Saison régulière
gras = ses meilleures performances
| Saison    | Équipe | Matchs | Titul. | Min./m | % Tir | % 3pts | % LF | Rbds/m. | Pass/m. | Int/m. | Ctr/m. | Pts/m. |
| --------- | ------ | ------ | ------ | ------ | ----- | ------ | ---- | ------- | ------- | ------ | ------ | ------ |
| 2010-2011 | Utah   | 49     | 3      | 9,4    | 66,1  | 0,0    | 70,3 | 1,98    | 0,49    | 0,35   | 0,35   | 3,63   |
| 2011-2012 | Utah   | 29     | 0      | 7,5    | 64,3  | 0,0    | 50,0 | 1,72    | 0,45    | 0,21   | 0,83   | 2,14   |
| 2012-2013 | Utah   | 37     | 0      | 5,8    | 61,4  | 0,0    | 63,6 | 1,57    | 0,30    | 0,22   | 0,35   | 2,03   |
| 2013-2014 | Utah   | 66     | 4      | 18,3   | 52,7  | 0,0    | 68,0 | 4,70    | 0,67    | 0,64   | 0,70   | 6,08   |
| 2014-2015 | Utah   | 38     | 0      | 7,0    | 55,2  | 40,0   | 82,8 | 1,87    | 0,34    | 0,29   | 0,32   | 2,37   |
| 2015-2016 | Dallas | 30     | 2      | 8,4    | 54,2  | 25,0   | 71,4 | 1,80    | 0,07    | 0,20   | 0,30   | 2,37   |
| Total     |        | 249    | 9      | 10,5   | 56,8  | 23,1   | 68,7 | 2,57    | 0,43    | 0,36   | 0,49   | 3,52   |

##### Playoffs
gras = ses meilleures performances
| Saison    | Équipe | Matchs | Titul. | Min./m | % Tir | % 3pts | % LF  | Rbds/m. | Pass/m. | Int/m. | Ctr/m. | Pts/m. |
| --------- | ------ | ------ | ------ | ------ | ----- | ------ | ----- | ------- | ------- | ------ | ------ | ------ |
| 2011-2012 | Utah   | 2      | 0      | 3,7    | 0,0   | 0,0    | 100,0 | 1,50    | 0,50    | 0,50   | 0,00   | 1,00   |
| Total     |        | 2      | 0      | 3,7    | 0,0   | 0,0    | 100,0 | 1,50    | 0,50    | 0,50   | 0,00   | 1,00   |

#### D-League
gras = ses meilleures performances
| Saison    | Équipe | Matchs | Titul. | Min./m | % Tir | % 3pts | % LF | Rbds/m. | Pass/m. | Int/m. | Ctr/m. | Pts/m. |
| --------- | ------ | ------ | ------ | ------ | ----- | ------ | ---- | ------- | ------- | ------ | ------ | ------ |
| 2010-2011 | Utah   | 2      | 2      | 32,0   | 52,9  | 0,0    | 60,0 | 8,50    | 3,50    | 0,50   | 3,50   | 10,50  |
| 2015-2016 | Texas  | 4      | 4      | 35,8   | 50,0  | 38,9   | 72,7 | 9,00    | 1,00    | 1,50   | 0,50   | 16,75  |
| Total     |        | 6      | 6      | 34,5   | 50,7  | 38,9   | 68,8 | 8,83    | 1,83    | 1,17   | 1,50   | 14,67  |

## Records
Les records personnels de Jeremy Evans, officiellement recensés par la NBA sont les suivants
| Type de statistique        | Saison régulière | Saison régulière                                      | Saison régulière                | Playoffs | Playoffs               | Playoffs   |
| Type de statistique        | Record           | Adversaire                                            | Date                            | Record   | Adversaire             | Date       |
| -------------------------- | ---------------- | ----------------------------------------------------- | ------------------------------- | -------- | ---------------------- | ---------- |
| Points                     | 18               | @ Timberwolves du Minnesota                           | 16 avril 2014                   | 2        | @ Spurs de San Antonio | 2 mai 2012 |
| Paniers marqués            | 8                | @ Timberwolves du Minnesota                           | 16 avril 2014                   |          |                        |            |
| Paniers tentés             | 13               | @ Timberwolves du Minnesota                           | 16 avril 2014                   | 1        | @ Spurs de San Antonio | 2 mai 2012 |
| Paniers à 3 points réussis | 1                | 6 fois                                                |                                 |          |                        |            |
| Paniers à 3 points tentés  | 5                | @ Thunder d'Oklahoma City                             | 13 janvier 2016                 |          |                        |            |
| Lancers francs réussis     | 6                | 3 fois                                                |                                 | 2        | @ Spurs de San Antonio | 2 mai 2012 |
| Lancers francs tentés      | 12               | Kings de Sacramento                                   | 27 janvier 2014                 | 2        | @ Spurs de San Antonio | 2 mai 2012 |
| Rebonds offensifs          | 7                | @ Trail Blazers de Portland Kings de Sacramento       | 6 décembre 2013 27 janvier 2014 |          |                        |            |
| Rebonds défensifs          | 9                | Nets de Brooklyn                                      | 19 février 2014                 | 3        | @ Spurs de San Antonio | 2 mai 2012 |
| Rebonds totaux             | 13               | Nets de Brooklyn                                      | 19 février 2014                 | 3        | @ Spurs de San Antonio | 2 mai 2012 |
| Passes décisives           | 5                | Pistons de Détroit                                    | 11 mars 2013                    | 1        | @ Spurs de San Antonio | 2 mai 2012 |
| Interceptions              | 3                | 4 fois                                                |                                 | 1        | @ Spurs de San Antonio | 2 mai 2012 |
| Contres                    | 4                | Celtics de Boston                                     | 24 février 2014                 |          |                        |            |
| Balles perdues             | 4                | 3 fois                                                |                                 |          |                        |            |
| Minutes jouées             | 38               | Trail Blazers de Portland @ Timberwolves du Minnesota | 9 décembre 2013 16 avril 2014   | 6        | @ Spurs de San Antonio | 2 mai 2012 |

- Double-double : 4 (au terme de la saison 2015/2016)
- Triple-double : aucun.